# الن کن
الن کُن (فرانسوی: Alain Connes‎؛ زادهٔ ۱ آوریل ۱۹۴۷) دانشمند در زمینه آنالیز ریاضی اهل فرانسه است.
وی همچنین برندهٔ جوایزی همچون مدال فیلدز شده‌است.